# Nowjeh Deh-e Sheykhlar
Nowjeh Deh-e Sheykhlar (persiska: نوجه ده شیخلر, نوجه ده شیخ لر) är en ort i Iran.   Den ligger i provinsen Östazarbaijan, i den nordvästra delen av landet, 600 km nordväst om huvudstaden Teheran. Nowjeh Deh-e Sheykhlar ligger 1 780 meter över havet och antalet invånare är 303.
Terrängen runt Nowjeh Deh-e Sheykhlar är bergig. Runt Nowjeh Deh-e Sheykhlar är det ganska tätbefolkat, med 70 invånare per kvadratkilometer. Närmaste större samhälle är Marand, 17,4 km väster om Nowjeh Deh-e Sheykhlar. Trakten runt Nowjeh Deh-e Sheykhlar består i huvudsak av gräsmarker.